# Boncolás

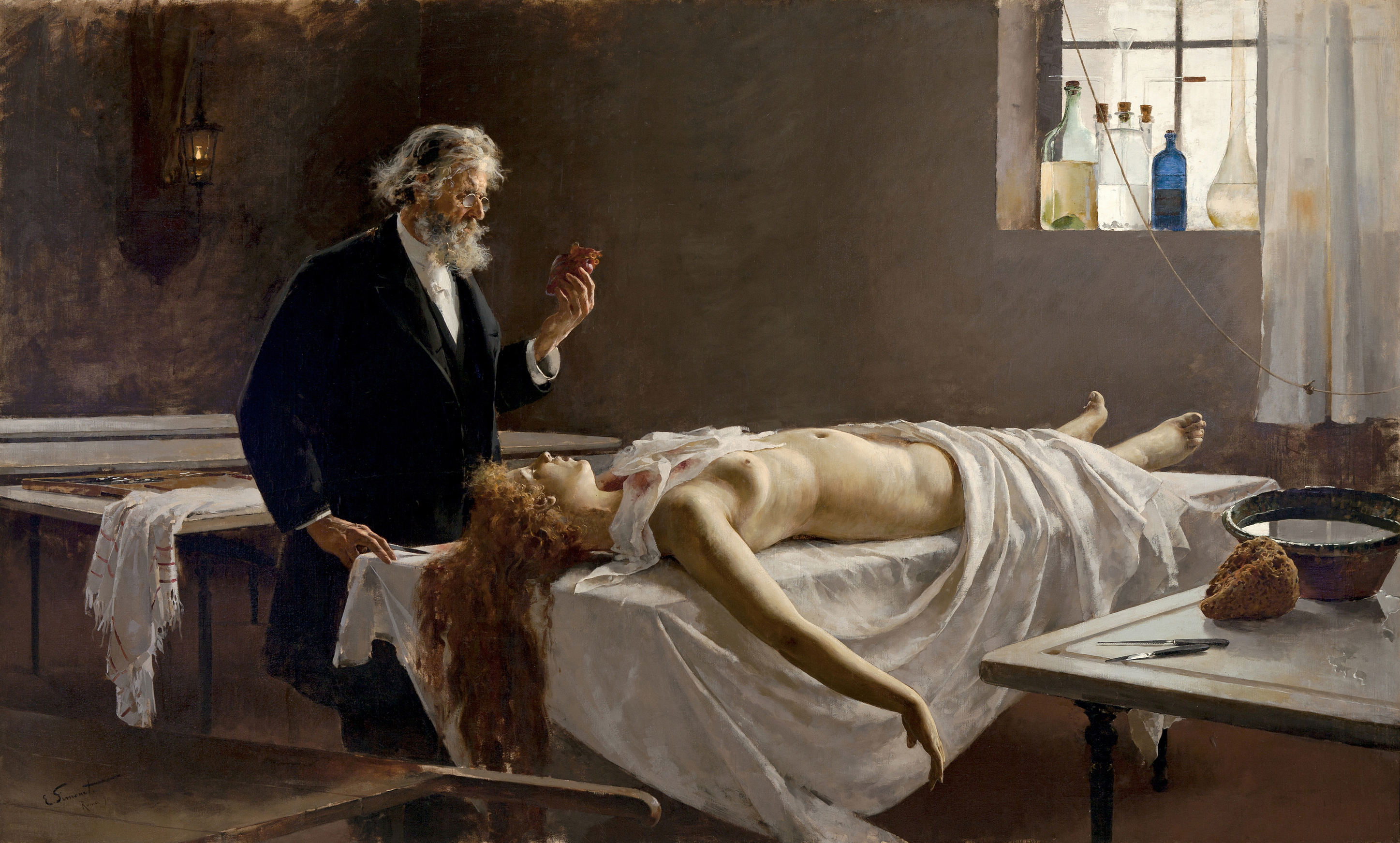
Enrique Simonet: A szív anatómiája (1890)

A boncolás (autopsia, necropsia) orvosi eljárás, melynek során egy tetemet alapos vizsgálatnak vetnek alá.

## Céljai
A boncolásnak rendkívül sok célja van. Először is lehet oktatási cél. Az orvostanhallgatók is tetemek boncolásával sajátítják el az anatómia rendkívül nehéz tárgyát. Másik fontos célja, hogy megállapítsuk az egyén halálának az okát. A klinikus orvosnak is sok segítséget jelenthet, ha részt vesz boncolásokon. Illetve segít a törvényszéki eljárásokban is.

## A boncolás formái és céljai
- Az anatómiai boncolás oktatási jellegű, nézők előtt zajlik. Célja az emberi test bemutatása a hallgatók számára, így gyakran hosszabb és alaposabb, mint a másik két boncolási fajta.
- A kórboncolás célja a betegségben elhunyt személy halálokának felderítése. A Magyarországon érvényes jogszabályok szerint minden kórházban elhunyt személyt fel kell boncolni; ettől csak az osztályvezető patológus írásos engedélyével lehet eltérni, amennyiben az elhunyt hozzátartozója mellőzési kérelmet nyújt be. A kórboncolás végén történhet referálás, azaz személyes egyeztetés a patológus és a beteget még életében kezelő orvos közt, de a boncolás eredményét minden esetben jegyzőkönyvben rögzíteni kell.
- Az igazságügyi avagy törvényszéki boncolás célja a rendkívüli, váratlan halált halt személy halálokának felderítése. Rendkívüli haláloknak számít a baleset [munkahelyi, otthoni, közlekedési egyaránt (pl. áramütés, karambol, zuhanás)], a gyilkosság, az öngyilkosság, a hirtelen (szív)halál, illetve az orvosi műhiba miatt bekövetkező halál. Igazságügyi boncolásnak kell alávetni továbbá a fogságban és a közterületen elhunyt személyeket. A boncolás eredményét itt is jegyzőkönyvben kell rögzíteni.

Előfordulhat, hogy kórboncolás során felmerül a rendkívüli halálok gyanúja. Ez esetben a boncolást azonnal abba kell hagyni, az addigi megfigyeléseket rögzíteni, majd az elhunytat átjelenteni igazságügyi boncolásra.

## A kórboncolás menete
A boncolást vagy a patológus felügyelete alatt dolgozó boncmester, vagy maga a patológus végzi. A patológus/boncmester feladata a külvizsgálat, valamint tetem megnyitása és a szervek kivétele; a szervek egyenkénti felvágására és vizsgálatára a patológus jogosult.
A boncolás külső (externalis) és belső (internalis) vizsgálatból áll.
A külső vizsgálat során a következőket kell feljegyezni:
- A halott neme, látszólagos kora (amennyiben ismeretlen), magassága, testalkata, testi abnormalitásai (pl. hiányzó végtag), haja színe és hossza, szeme színe (mind a szivárványhártya, mind a szemfehérje), pupillák nagysága, fogazat állapota
- A halotton látható ismertetőjegyek: tetoválások, jelentős hegek stb.
- Hullai elváltozások: hullafoltok, nekrózis, oszlásnak indult területek stb.
- Kórházi halott esetén az esetleges infúziós kanülök, katéterek stb.

Az internalis vizsgálat maga a boncolás. Szabályos menete a következő:
- Koponya megnyitása, agy kivétele
- Mellkas megnyitása, mellüregi szervek (szív, tüdők) kivétele
- Hasüreg megnyitása, hasüregi szervek kivétele a következő sorrendben:
  - Lép
  - Belek (egész pontosan: éhbél, csípőbél, vakbél, vastagbél)
  - Vesék
  - Hasi komplexum (gyomor, patkóbél, hasnyálmirigy, máj és epehólyag, aorta, vena cava inferior, mellékvesék)
- Kismedencei komplexum (húgyhólyag, végbél, nőknél méh és petefészkek)
- Nyaki komplexum (nyelv, gége, pajzsmirigy, nyelőcső, légcső, aortaív és annak leágazó artériái)

Ettől bizonyos esetekben, a patológus kérésére előfordulhat eltérés. Például embólia gyanúja esetén a koponya helyett a mellkas megnyitása az első lépés; májcirrózisban szenvedett elhunytaknál pedig a nyaki komplexumot gyakran a hasival együtt veszik ki, hogy az esetleges varix-vérzések könnyebben felderíthetők legyenek.
A vizsgálat végeztével az agy, a szív, a tüdők, a lép, a vesék és a máj súlyát lemérik, majd minden szervet visszatöltenek a halott testébe, végül a testet összevarrják és – a hozzátartozó kérése esetén – felkészítik a végtisztességre.

## A boncolások története

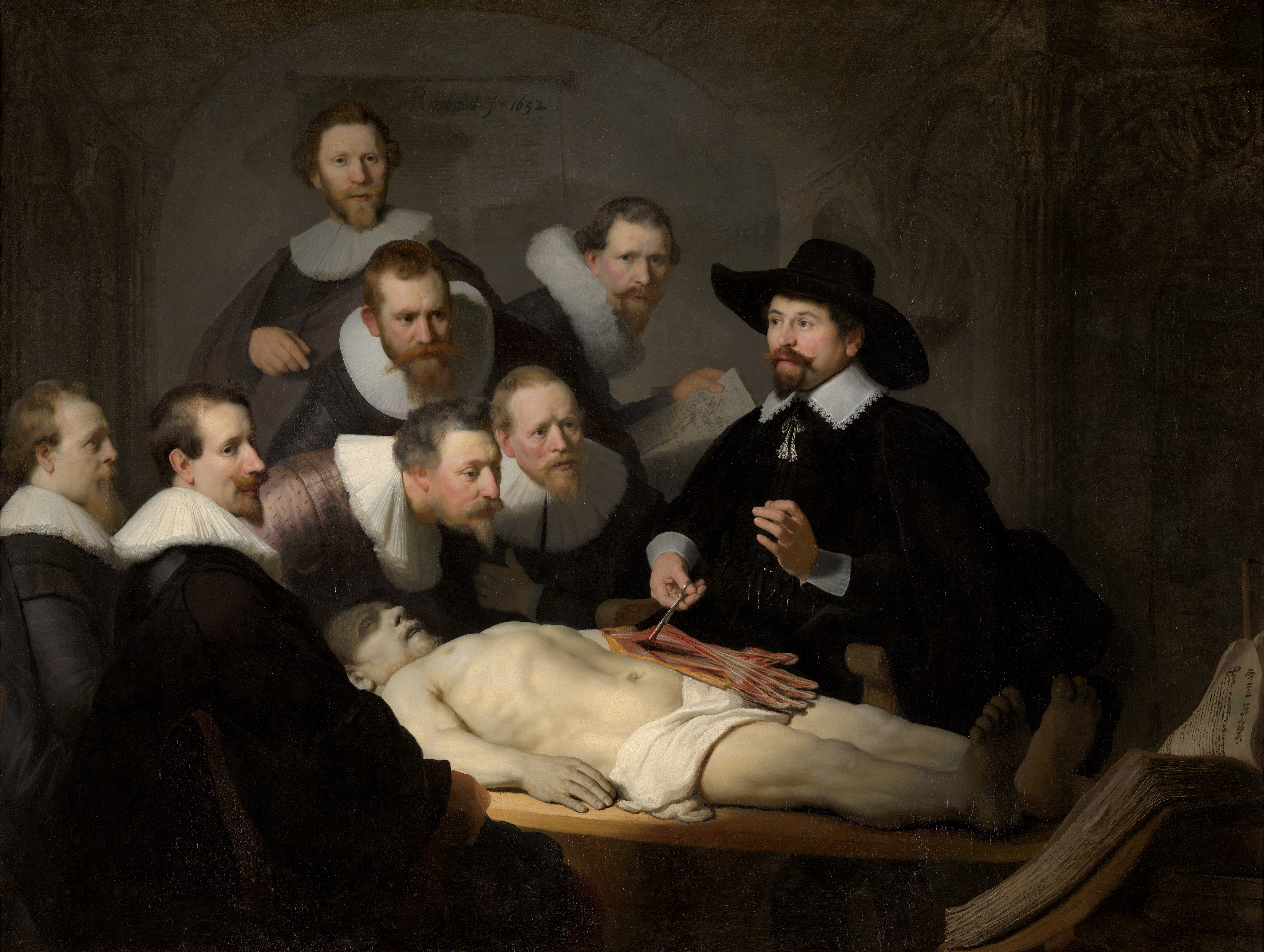
Rembrandt: Dr. Tulp anatómiája (1632)

A reneszánsz idején jelennek a boncolási tapasztalatokról szóló írások, először illusztráció nélkül (Mondino dei Luzzi:1 Anathomia, 1316), de két évszázad elteltével már ábrákkal, úgymint Leonardo da Vinci, Andreas Vesalius, William Harvey, vagy Théophile Bonet munkái.
Prágában az első, nagy érdeklődéssel kísért, nyilvános boncolást Jeszenszky János végezte 1600. június 7-én. A boncolás négy napon át tartott. Az első napon az emésztő szerveket tárta fel, és mutatta be a közönségnek, a második napon az agyat és az idegeket, a harmadikon a májat, szívet és a tüdőt, a negyedik napon pedig az izmokat és csontokat (a sorrendet a holttest bomlása határozta meg). Erről az eseményről könyvet is írt Prágai Anatómia címmel. A holttest egy halálra ítélt, felakasztott férfié volt. Érdekesség, hogy a kivégzést több nappal elhalasztották, hogy a holttest a boncoláskor teljesen friss legyen.